# Ateuchus substriatum
Ateuchus substriatum är en skalbaggsart som beskrevs av Edgar von Harold 1868. Ateuchus substriatum ingår i släktet Ateuchus och familjen bladhorningar. Inga underarter finns listade.